# Тилисос
Ти́лисос (греч. Τύλισος, до 1940 года — Τύλισσος) — село на острове Крит в Греции. После реформы местного самоуправления 2010 года (ΦΕΚ 87Α) по программе «Калликратис» входит в состав общины (дима) Малевизи в периферийной единице Ираклион в периферии Крит. Расположено на высоте 200 метров над уровнем моря. Площадь 23,543 квадратных километра. Население 933 человека по переписи 2011 года.
Экономика основана на сельском хозяйстве, в основном на выращивании винограда (на долю которого приходится 4,8 % производства острова) и оливок. В то же время развито разведение овец, коз и цыплят, имеются множество пчеловодческих хозяйств. Существует также значительное количество пещер, в том числе пещера Камилари, пещера Хайноспилиос, пещера Трапеза, Докса и Аркалиоспилио. Есть также два ущелья, а именно: ущелье Алмирос (Φαράγγι Αλμυρού) и ущелье Гониес (Φαράγγι Γωνιών). Агротуризм также очень популярен среди посетителей круглый год. Деревни Аролитос (Αρόλιθος), Ktima Kares и Agrotikon являются наиболее посещаемыми местами для этого и других видов досуга.
Также неподалеку находится Склавокамбос.

## История
Тилисс — это древние минойские город и пиковое святилище. Тилисс был раскопан в 1909—1913 годах Иосифом Хадзидакисом (Ιωσήφ Χατζιδάκης, 1848—1936), в 1953—1955 годах — Николаосом Платоном, а в 1971 году — Атанасией Кандой (Αθανασία Κάντα). Город использовался с раннего минойского II до позднего минойского IIIA периода, а пиковое святилище, раскопанное Стилианосом Алексиу в 1963 году, использовалось по крайней мере до позднего минойского IA периода. Сооружения включают дома, цистерну и акведук с глиняными трубами. Найденные при раскопках находки включали в себя пифос с надписями линейным письмом A, каменные рога и глиняные фигурки людей и животных.
Община Тилисос (Δήμος Τυλίσου) была создана в 1997 году (ΦΕΚ 244Α) и включала в себя ещё 11 деревень.

## Население
| Год  | Население, человек |
| ---- | ------------------ |
| 1991 | 1387               |
| 2001 | 1055               |
| 2011 | ↘ 933              |